# Vladimir Drachko
Vladimir Drachko (20 de enero de 1970) es un deportista ruso que compitió en judo. Ganó una medalla de oro en el Campeonato Europeo de Judo de 1994 en la categoría de –65 kg.

## Palmarés internacional
| Campeonato Europeo | Campeonato Europeo | Campeonato Europeo | Campeonato Europeo |
| Año                | Lugar              | Medalla            | Categoría          |
| ------------------ | ------------------ | ------------------ | ------------------ |
| 1994               | Gdańsk (Polonia)   | Medalla de oro     | –65 kg             |